# Lithiumtriethylborhydrid
Lithiumtriethylborhydrid ist eine chemische Verbindung aus der Gruppe der Organoborverbindungen.

## Gewinnung und Darstellung
Lithiumtriethylborohydrid kann durch Reaktion von Lithiumhydrid mit Triethylboran in Diethylether bei 0 °C gewonnen werden. Ebenfalls möglich ist die Synthese durch Reaktion von Triethylboran mit tert-Butyllithium oder Lithiumaluminiumhydrid in Gegenwart von Triethylendiamin. Auch weitere Darstellungsmethoden sind bekannt.

## Eigenschaften
Lithiumtriethylborhydrid ist eine Flüssigkeit, die mischbar mit Tetrahydrofuran und Benzol ist.

## Verwendung
Lithiumtriethylborhydrid wird als starkes Reduktionsmittel bei organischen Synthesen zur Umwandlung von Carbonylverbindungen in Alkohole, bei der Herstellung von Alkinylalkoholen aus der Spaltung von cyclischen Ketovinyltriflate oder bei der Reduktion von Estern und Lactonen zu Alkoholen bzw. Diolen eingesetzt. Weiterhin wird es zur Herstellung von 1-Methylcyclohexanol und 1,4-Butandiol aus 1,2-Epoxybutan bzw. Gamma-Butyrolacton verwendet, sowie zur Herstellung von 2-Methylcyclohexanol aus 2-Methylcyclohexanon.
Es wird auch zur reduktiven Spaltung von Mesylaten und Tosylaten in der synthetischen organischen Chemie eingesetzt.